# لانگ دورف
لانگ دورف (به آلمانی: Langdorf) یک شهر در آلمان است که در بایرن واقع شده‌است.

## خصوصیات
لانگ دورف ۳۴٫۳۸ کیلومترمربع مساحت دارد ۶۴۵ متر بالاتر از سطح دریا واقع شده‌است.